# Dia Mundial del Donant de Sang
El 14 de juny de cada any se celebra el Dia Mundial del Donant de Sang.
L'Assemblea Mundial de la Salut, que és el màxim òrgan de decisió de l'Organització Mundial de la Salut (OMS), va designar que el 14 de juny de cada any se celebra el Dia Mundial del Donant de Sang com a mostra de reconeixement i agraïment cap als donants de sang de tot el món. La data commemora el naixement de Karl Landsteiner (Viena, 14 de juny de 1868 – Nova York, 26 de juny de 1943), patòleg i biòleg austríac, que va descobrir els grups sanguinis ABO. El gran assoliment de Landsteiner és el descobriment i tipificació dels grups sanguinis. Se li va concedir el Premi Nobel de Fisiologia o Medicina, el 1930.
El Dia Mundial del Donant de Sang ha estat escollit per l'Assemblea Mundial de la Salut per promoure l'accés universal a sang segura mitjançant la donació de sang voluntària i no remunerada.
La campanya del 2021 porta el lema "Dona sang i fes que el món segueixi bategant". El missatge destaca la contribució essencial que fan els donants de sang per mantenir el ritme del món, salvant vides i millorant la salut dels altres, reforçant la crida mundial perquè més persones arreu del món donin sang amb regularitat i contribueixin a una millor salut global.

## Estats amfitrions i temes del Dia Mundial del Donant de Sang
| Any  | Estat               | Ciutat       | Tema                                                                               |
| ---- | ------------------- | ------------ | ---------------------------------------------------------------------------------- |
| 2004 | Sud-àfrica          | Johannesburg | Dia Mundial del Donant de Sang 2004                                                |
| 2005 | Regne Unit          | Londres      | Dia Mundial del Donant de Sang 2005                                                |
| 2006 | Tailàndia           | Bangkok      | Dia Mundial del Donant de Sang 2006                                                |
| 2007 | Canadà              | Ottawa       | «Safe Blood for Safe Motherhood.»                                                  |
| 2008 | Emirats Àrabs Units | Dubai        | «Giving blood regularly.»                                                          |
| 2009 | Austràlia           | Melbourne    | «Achieving 100 per cent senar-remunerated donation of blood and blood components.» |
| 2010 | Catalunya           | Barcelona    | «Sang nova per al món.»                                                            |
| 2011 | Argentina           | Buenos Aires | «Més sang. Més vida.»                                                              |
| 2012 | Corea del Sud       | Seül         | «Cada donant de sang és un heroi.»                                                 |
| 2013 | França              | París        | «Regali vida, doni sang.»                                                          |
| 2014 | Sri Lanka           | Colombo      | «Sang segura per salvar a les parturientas.»                                       |
| 2015 | R.P. de la Xina     | Xangai       | “Gràcies per salvar-me la vida.”                                                   |
| 2016 | Països Baixos       | Amsterdam    | La sang ens connecta a tots                                                        |
| 2017 | Vietnam             | Hanoi        | «Què pots fer? Dona sang. Dona ara. Dona sovint».                                  |
| 2018 | Grècia              | Atenes       | «Dona't als altres. Dona sang. Comparteix vida».                                   |
| 2019 | Ruanda              | Kigali       | «Sang segura per a tots»                                                           |
| 2020 |                     |              | «La sang segura salva vides»                                                       |
| 2021 | Itàlia              | Roma         | «Dona sang perquè el món segueixi bategant»                                        |